# Leonard Gillman
Leonard Gillman   (Cleveland, 8 de gener de 1917 - Austin, 7 d'abril de 2009) va ser un matemàtic i pianista estatunidenc.

## Vida i Obra
Nascut a Cleveland, fill de pares immigrants centre-europeus, va créixer a Pittsburgh fins al 1926, quan la família es va traslladar a Nova York. Des del seu temps a Pittsburg, havia cursat classes de piano, instrument en el que va demostrar una gran habilitat. Va fer els estudis secundaris a l'extinta Walden School de Manhattan, on va coincidir amb el futur matemàtic Ellis Kolchin i amb la seva futura esposa, Reba Marcus. El 1933 va ser admès amb beca a la prestigiosa Juilliard School, en la qual va completar els estudis de piano clàssic el 1938. També va estudiar matemàtiques a la Universitat de Colúmbia, en la qual es va graduar el 1942. Després d'uns anys recerca militar per la Marina dels Estats Units des de la universitat Tufts i del MIT, el 1952 va ser nomenat professor de la universitat Purdue. En acabar aquesta interrupció en els seus estudis doctorals, el 1953 va obtenir el doctorat a la Universitat de Colúmbia, amb una tesi de teoria de conjunts codirigida per Edgar Lorch i Alfred Tarski, qui sempre va considerar Gillman con el seu doctorand per correspondència.
A Purdue va coincidir amb el matemàtic polonès emigrat Meyer Jerison, amb qui van fer recerca en topologia. Fruit d'aquesta recerca va ser la publicació del seu llibre Rings of continuous functions (Anells de funcions contínues) (1960), que va tenir una acollida entusiasta per la comunitat matemàtica americana. El 1960 va ser nomenat professor de la universitat de Rochester i el 1969 va passar a la universitat de Texas a Austin, en la qual es va retirar el 1987.
Durant tota la seva vida va continuar practicant el piano i oferint concerts de música clàssica, sobre tot als congressos de matemàtics en els que participava. En els anys que va viure a Austin va ser molt actiu en la Societat Gilbert i Sullivan d'Austin, arribant a crear una orquestra que porta el seu nom: la Gillman Light Opera Orchestra.
Gillman va publicar, a més del llibres esmentat, tres monografies i una trentena d'articles científics.